# Marco Valsecchi
Marco Valsecchi (Milano, 1913 – Milano, 1980) è stato un critico d'arte italiano.

## Biografia
Autodidatta, inizia negli anni quaranta a occuparsi d'arte contemporanea in contatto con artisti e gallerie, pubblicando introduzioni a cataloghi di mostre. Ha collaborato come critico d'arte ai quotidiani Il Giorno e il Giornale e al settimanale Tempo. Ha fatto parte della giuria della IX Quadriennale nazionale d'arte di Roma, del Premio Spoleto e del Premio Lissone. Parte del suo archivio è conservata presso il Centro per gli studi sulla tradizione manoscritta di autori moderni e contemporanei di Pavia.

## Universalità della storia dell'arte
Valsecchi, rifacendosi e citando Germain Bazin, ripercorre la storia dell'arte come «una serie fortunata di azioni e reazioni in cui si soddisfa quel bisogno di universalità che è in noi. Ogni tendenza che si esprime contiene in germe il suo principio contrario e ciò non per mera contraddizione» ma, continua Valsecchi stesso riallacciandosi al discorso, «per quella forza di vitalità e di coraggio intellettuale che non desiste dal tentare tutte le esperienze».

## Opere principali
- Umberto Boccioni, Venezia, Edizioni del Cavallino, 1950
- La pittura veneziana, Milano, Electa, 1954 (altre edizioni: Paris, Colin, 1954; London, P. Hamlyn, 1962; Gutersloh, C. Bertelsmann, 1962
- Maestri moderni, Milano, Garzanti, 1957
- La pittura metafisica, Milano, Garzanti, 1958
- Monet,	Milano, Ricordi, 1959
- Profilo della pittura moderna, Milano, Garzanti, 1959 (più volte ristampato)
- Maestri veneziani, Novara, De Agostini, 1962
- Gli artisti di Corrente, Milano, Edizioni di Comunita, 1963
- National Gallery, London, London, Oldbourn Press, 1963 (altre edizioni: Pamplona, Salvat, 1964; Paris, Larousse, 1965; New York, Appleton-Century, 1965; Novara, De Agostini, 1971
- Impressionisti e postimpressionisti, Novara, De Agostini, 1966
- Mario Tozzi: la vita e l'opera, Milano, All'insegna del pesce d'oro, 1970
- Le cupole azzurre: viaggio nel mondo dell'arte, Milano, Palazzi, 1971
- I paesaggisti dell'800, Milano, Electa-Bompiani, 1972